# Gilles Buisson
 (mai 2010).
Si vous disposez d'ouvrages ou d'articles de référence ou si vous connaissez des sites web de qualité traitant du thème abordé ici, merci de compléter l'article en donnant les références utiles à sa vérifiabilité et en les liant à la section « Notes et références ».
Pour les articles homonymes, voir Buisson.
Gilles Buisson, né le 15 mai 1911 à Mortain où il est mort le 2 juin 2003, est un homme politique et historien français.

## Biographie
Gilles Buisson, fils de Jules Buisson (1878-1964), lui-même médecin historien du Mortainais, fait ses études au Collège de Mortain, puis Lycée de Caen et Etudes de médecine à Paris et y obtient son doctorat en 1938. Il s'installe à Mortain. Il a 28 ans à la déclaration de guerre de 1939 et est mobilisé comme officier de réserve au 119e régiment d'infanterie de ligne. Il est fait prisonnier puis libéré à raison de sa qualité de médecin. Lors de la bataille de Normandie et particulièrement pendant la contre-attaque de Mortain et les combats de la Poche de Falaise en août 1944, il dispense ses soins et son aide aux résistants et à la population. Il est premier adjoint du maire de la Reconstruction, Louis Hourdin. À la mort de ce dernier en 1968, il devient maire de Mortain et le reste pendant quinze ans, jusqu'en 1983. Il demeure ensuite conseiller municipal pendant six ans.
À sa carrière médicale et politique, Gilles Buisson ajoute à partir de 1946 une activité littéraire axée principalement sur l'histoire et les coutumes du Mortainais, dans laquelle les évènements vécus pendant la Seconde Guerre mondiale prennent une place importante. Il multiplie les ouvrages, articles, communications. Il était vice-président de la Société d’archéologie d'Avranches, Mortain et Granville.
Le Dr Gilles Buisson cesse à 76 ans sa carrière médicale. Son nom a été donné au Centre hospitalier de Mortain où il est mort à 92 ans. Il repose à Mortain.

## Publications

### Sur Mortain

#### Articles
- Le collège de Mortain, le plus vieux de France (1082-1932), Revue du Département de la Manche, n° 9 et 10, Imprimerie Jacqueline, Saint-Lô, 55 p., 1961 [DL 12996-62]
- Avec Léon Blouet[4] et Pierre Leberruyer, « Etudes aureviliennes : le pèlerinage des Amis de Barbey d'Aurevilly dans le Mortainais », in Revue du Département de la Manche, n° 27, octobre 1963 ;
- Avec Léon Blouet, « La Petite Eglise dans le sud de la Manche ; le culte clandestin à Rancoudray et à Saint-Clément pendant la Révolution », in la Revue de l'Avranchin, t. XLI, p. 183-210, 1964
- « Une vieille coutume nuptiale : la rôtie », in Du berceau à la tombe, Actes du XIIIe congrès des Sociétés historiques et archéologiques de Normandie, Saint-Lô, septembre 1983
- « La vie municipale à Mortain pendant le règne de Charles X », in Revue de l'Avranchin et du pays de Granville, tome LXV, p. 135
- « Le Mortainais », in La Manche au passé et au présent, éditions Manche-Tourisme, 1984
- « Mortain 1789, Assemblée préliminaire à l'élection aux Etats Généraux, Députés et doléances du bailliage »,  Revue de l'Avranchain et du pays de Granville, tome LXVII, n° 341, décembre 1989, p. 317-336
- « L'administration municipale du canton de Mortain pendant le Directoire, de l'an IV à l'an VIII », in Revue de l'Avranchin et du pays de Granville, tome LXVII, n° 342, mars 1990, p. 9-40
- « Le Mortainais, ses gens et ses parlers, glossaire », in Le Viquet, n° 88, 1990
- « Mortain pendant la Monarchie de Juillet », in Revue de l'Avranchin et du pays de Granville, tome LXVII, n° 349, décembre  1991, p. 541-577
- « Le duc de Trévise, passionné de Géricault, à Mortain en 1924 », in Revue de l'Avranchain et du pays de Granville, tome LXVIII, n° 348, septembre 1991, p. 463-495, et n° 449, décembre 1991, p. 541-576
- « Le testament mystique de Georges-Nicolas Géricault », in Revue de l'Avranchin et du pays de Granville, tome LXIX, n° 351, juin 1992, p. 87-111
- « Le Mortainais pendant la Révolution de 1848 et la Deuxième République », in Revue de l'Avranchin et du pays de Granville, tome LXX, n° 357, décembre 1993, p. 217-248
- « Le Tribunal de Mortain, 200 ans d'histoire », in Revue de l'Avranchin, tome LXII, n° 343, p. 115-118, juin 1990
- « Troubles psychopathologiques dans la famille mortainaise de Géricault », in La Méduse, feuille d'information de l'Association des amis de Géricault, n° 12, décembre 2003

#### Ouvrages
- Géricault,  de Mortain à Paris ; le conventionnel Siméon Bonnesœur-Bourginière, oncle de Géricault, préface de Denise Aimé-Azam, 108 p., OCEP, Coutances, 1976  (ISBN 2-7134-0010-4)
- Mortain à travers les âges, préface d'Yves Nédélec, OCEP, Coutances, 1990, 311 p.  (ISBN 2-7134-0080-5)

### Sur la Seconde Guerre mondiale

#### Articles
- « Mortain pendant la guerre de 1939-1945 et l'occupation allemande », Actes de Résistance dans la Manche, p. 187-222.
- « 7 août 1944 : Contre-attaque allemande de Mortain », Revue de l'Avranchin et du pays de Granville, t. LXV, p. 227.
- « Contre-attaque allemande à Saint-Barthélemy », Revue de l'Avranchin et du pays de Granville, t. LXV, no 337, décembre 1988, p. 227-250.
- « Un épisode important de la bataille de Mortain (1944) », Annuaire des Cinq Départements, p. 103-116, 146e congrès de l'Association Normande, Granville, 1988.
- « Un cinquantenaire : le vote historique de l'Assemblée nationale du 10 juillet 1940 / notes de Maxime Fauchon, député de la circonscription d'Avranches en 1940 », Revue de l'Avranchin et du pays de Granville, volume LXVII, n° 344, septembre 1990, p. 185-198.

#### Ouvrages
- Avec Jules Buisson, Mortain et sa bataille, 2-13 août 1944, Imprimerie Simon, Rennes, 1946, 164 p. ; réédition par Le Livre d'Histoire, Paris, 2004, 200 p.
- Historique du 119e RI : guerre 1939-1940, (n.c.), 1951, 139 p.
- Avec Léon Blouet, La Montjoie héroïque ; l'ermitage Saint-Michel de Mortain au cours des siècles ; la défense de la cote 314 pendant les combats d'août 1944, Imprimerie du Mortainais, 1954, 128 p.
- L'Epopée du bataillon perdu, Imprimerie du Mortainais, 1954 ; repris dans La bataille de Normandie, Historama, hors-série n° 2, 1975
- Mortain dans la bataille de Normandie, Presses de la Cité, Paris, 1971, 357 p.
- La Percée d'Avranches : un héros de légende, George Patton, (n.c.)
- Mortain 44 : Objectif Avranches, OCEP, Coutances, 1984, 208 p.  (ISBN 2-7134-0068-6)